# آلتن‌گلان
التنگلان (به آلمانی: Altenglan) یک شهر در آلمان است که در راینلاند-فالتس واقع شده‌است.

## خصوصیات
التنگلان ۱۳٫۶۱ کیلومترمربع مساحت دارد ۲۲۵ متر بالاتر از سطح دریا واقع شده‌است.